# Donald Wuerl
Donald William Wuerl, né le 12 novembre 1940 à Pittsburgh, Pennsylvanie aux États-Unis, est un cardinal américain, archevêque de Washington de 2006 à 2018.

## Biographie

### Jeunesse et Éducation
Donald Wuerl est né le 12 novembre 1940, à Pittsburgh, Pennsylvanie. Il est le cadet des quatre enfants de Francis et Anna (née Schiffauer) Wuerl. Il a deux frères, Wayne et Denis, et une sœur, Carol Son père travaillait la nuit dans la pesée des wagons de marchandise pour la Pennsylvania Railroads, et servit pour la  navy pendant la Seconde Guerre mondiale. Sa mère est morte en 1944 et son père s’est remarié à Kathryn Cavanaugh en 1946.
Wuerl reçoit son éducation de jeunesse à l’école paroissiale de St. Mary du Mont dans le quartier du Mont Washington (en) à Pittsburgh. Il intègre les études supérieures en 1958. Il participe au Séminaire de St. Grégoire à Cincinnati, pour sa première et sa seconde année d’étude de septembre 1958 à mai 1960. Par la suite, il va à l'Université catholique des États-Unis, dans laquelle il bénéficie de la bourse Basselin (en) au Collège Theologique (en), et où il obtient ainsi une licence et une maîtrise en philosophie.
Wuerl exprima assez tôt sa volonté de devenir prêtre dans la vie. Il faisait même des messes factices pour ses frères et sœur à la maison.
Il poursuit ses études au Collège pontifical nord-américain à Rome. Il passe une licence en théologie à l’université pontificale grégorienne en 1967. Après son ordination, Wuerl poursuit à Rome ses études théologiques. Il entre à l’université pontificale Saint-Thomas-d’Aquin (Angelicum) où il obtint le grade de docteur en théologie sacrée en 1974.
En tant qu’étudiant à Rome, Wuerl eu l’occasion d’observer les mécanismes du Concile Vatican II.

#### Prêtre
Il fut ordonné prêtre le 17 décembre 1966. Sa première mission fut celle de vicaire à la paroisse de St. Rosalia dans le quartier de Greenfield à Pittsburgh et de secrétaire du nouvel évêque diocésain de Pittsburgh, John Wright. Après l’élévation de John Wright à la dignité de cardinal en 1969, Wuerl devint son secrétaire à plein-temps  à la Cité du Vatican, de 1969 à la mort dun cardinal Wright, en 1979. En raison de la convalescence de ce dernier après une opération chirurgicale et sa réduction au fauteuil roulant, Wuerl fut, en tant que secrétaire, l’une des trois seules personnes admises au sein du conclave qui élit Karol Wojtyla sans être cardinal,,,.
En 1976, il co-écrit avec Thomas Cromerford Lawler et Ronald David Lawler, « The Teaching of Christ », un catéchisme pour adulte qui a été depuis plusieurs fois réédité et largement traduit.
Wuerl fut recteur du Séminaire Saint-Paul de Pittsburgh de 1981 à 1985. En 1982, il fut nommé sécrétaire de direction de l’évêque de Burlington, John Marshall, qui menait alors une étude sur les séminaires aux États-Unis pour le compte du Vatican ,

### Évêque
Le 30 novembre 1985, Jean-Paul II le nomme évêque auxiliaire de Seattle avec le titre d'évêque titulaire (ou in partibus) de Rossmarkaeum. Il est consacré à Saint-Pierre de Rome par le pape lui-même le 6 janvier suivant. Il reçoit à ce poste des prérogatives importantes dans de nombreux domaines de la vie du diocèse.
Le 11 février 1988, il est nommé évêque de Pittsburgh où il s'illustre en réformant son diocèse, réduisant de 331 à 214 le nombre de paroisses et fermant des églises en vue de revitaliser et de renforcer les communautés paroissiales.
Le 16 mai 2006, Benoît XVI le nomme archevêque de Washington où il succède au cardinal McCarrick. En août 2018, le rapport d'un grand jury l'accuse d'avoir couvert des actes d'inconduites sexuelles commis par des prêtres dans des diocèses de Pennsylvanie dont il était responsable lorsqu'il était évêque de Pittsburgh. Jusqu'ici, Donald Wuerl avait pour réputation de n'avoir eu aucune tolérance à l'égard des prêtres suspects de pédophilie. En septembre, il fait part de son intention de démissionner de son poste d'archevêque de Washington. Le pape François accepte sa démission le vendredi 12 octobre 2018.
En 2019, des révélations du Washington Post ont montré que le cardinal Wuerl était bien au courant des accusations d'inconduite sexuelle portées contre le cardinal McCarrick puisqu'il avait eu l'occasion de transmettre un rapport concernant ces accusation à un nonce apostolique du Vatican en 2005.
Face à ces révélations, le cardinal Wuerl a affirmé avoir « oublié » qu'il connaissait le dossier des charges de harcèlement sexuel contre McCarrick.

### Cardinal
Il est créé cardinal par Benoît XVI lors du consistoire du 20 novembre 2010. Il reçoit alors le titre de cardinal-prêtre de Saint-Pierre-aux-Liens.
Il est nommé rapporteur général du synode des évêques sur la nouvelle évangélisation pour la transmission de la foi chrétienne qui a lieu en octobre 2012 à Rome. 
Il participe au conclave de 2013 qui élit François. Le 16 décembre 2013, il est nommé par le pape François membre de la Congrégation pour les évêques.
Le 12 novembre 2020, il atteint la limite d'âge, ce qui l'empêche de participer aux votes des prochains conclaves.